# Hôtel Majestic (Saïgon)
Pour les articles homonymes, voir Hôtel Majestic.
L'hôtel Majestic est un palace historique situé à Hô Chi Minh-Ville, Vietnam.

## Présentation
Il a été réalisé en 1929, dans le style des hôtels de la Côte d'Azur, dans le sud de la France, par la compagnie "Brossard et Mopin" et ses propriétaires sont les enfants d'un homme d'affaires chinois, Hui Bon Hoa, naturalisé français, le 1er juin 1890. Il ouvre le 1er décembre 1929 et est inauguré le 3 février 1930.
Il est situé au 1, rue Dong Khoi, anciennement rue Catinat. Depuis 1975, l'hôtel a changé plusieurs fois de nom pour tenter d'effacer le souvenir colonial :
- Cuu Long San Khach
- Hôtel du Mékong
- Cuu Long (Les neuf Dragons)

Après la chute de Saïgon, l'hôtel a été utilisé par l'État pour servir de lieu d'accueil aux dignitaires étrangers. Récemment, il a été rebaptisé à nouveau de son nom d'origine. Le bâtiment de six étages est aujourd'hui un hôtel 5 étoiles avec vue sur la rivière de Saïgon. Il est détenu par l'État et géré par l'entreprise Saigontourist.

## Histoire

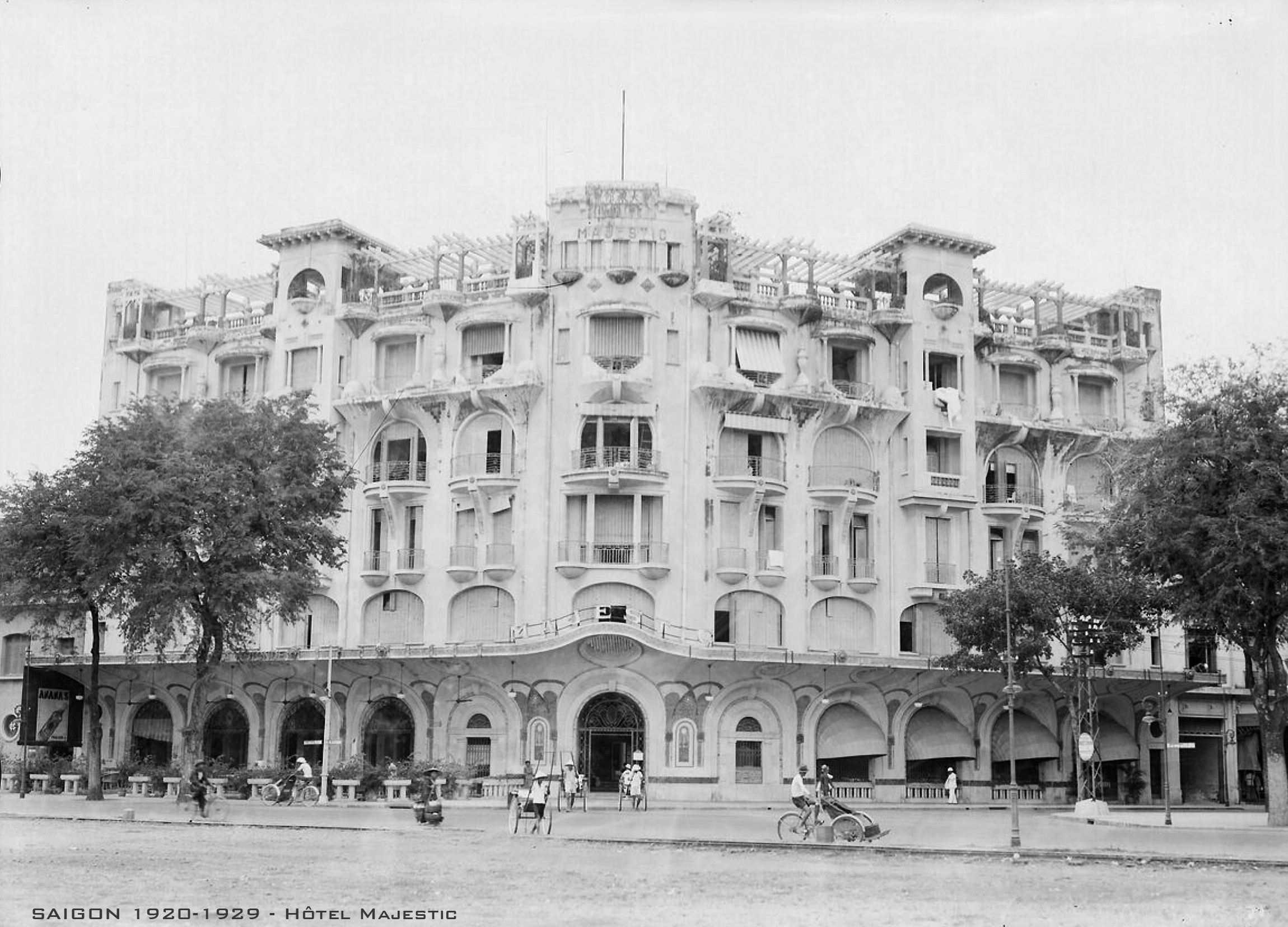
Façade de l'hôtel Majestic de Saïgon (vers 1925).

Situé à l’intersection des rues Dông Khoi et Tôn Duc Thang, l’hôtel Majestic était le plus luxueux de Saïgon (ancien nom de Hô Chi Minh-Ville) et même de l’Indochine à l’époque coloniale. Au fil du temps, il est devenu l’un des symboles de la ville.
Selon les archives historiques, il fut bâti par la famille d'un chinois, naturalisé français, le 1er juin 1890, Hui Bon Hoa, dit encore « l’oncle Hoa », qui contribua à modeler la physionomie de Saïgon au milieu du XXe siècle. En 1925, il comptait trois étages, 44 chambres, et était la demeure préférée des hauts officiels de l’époque coloniale.
En 1948, l’hôtel Majestic fut saisi par le Service du tourisme et des expositions de l’Indochine, et Mathieu Franchini en prit la gestion, en 1951. Pendant la guerre, l’hôtel devint le lieu préféré des touristes, journalistes internationaux et agents des services de renseignement. En 1965, il fut confié au gouvernement de Saïgon. Puis son nom fut changé en hôtel Hoàn My, puis Cuu Long. Enfin, il reprit son nom d’origine et appartient désormais au voyagiste Saïgontourist.
En 1997, il a été reconnu comme l’un des deux premiers hôtels quatre étoiles de la ville par le Département général du tourisme – actuelle Administration nationale du tourisme. En 2003, il a été élargi avec la construction d’un bâtiment de huit étages donnant sur la rue Tôn Duc Thang. Depuis, il dispose de 175 chambres, de six restaurants, de bars, de piscines, d’un spa, d’un club de loisirs et d’autres services haut de gamme, tout en gardant son cachet d’origine. En 2007, il a été reconnu hôtel cinq étoiles.
Son développement se poursuivra, toujours avec le souci de préserver son architecture d’exception. Il comprendra deux tours de 24 et 27 étages, et quatre étages en sous-sol. Une fois les travaux achevés, l’hôtel Majestic Saigon totalisera 538 chambres, et sera donc l’un des plus grands hôtels de la ville.

## Galerie

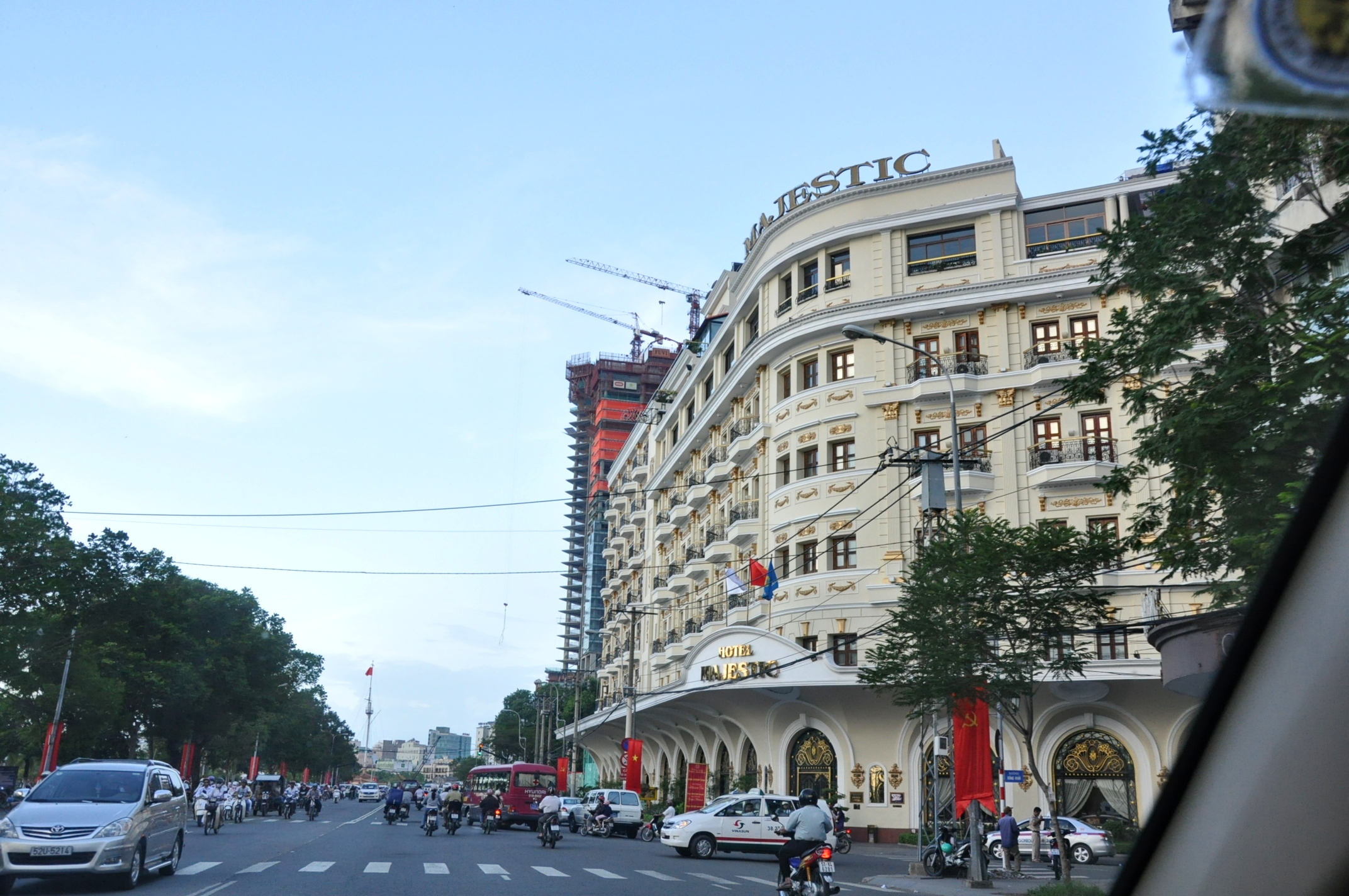
Rue Dong Khoi.
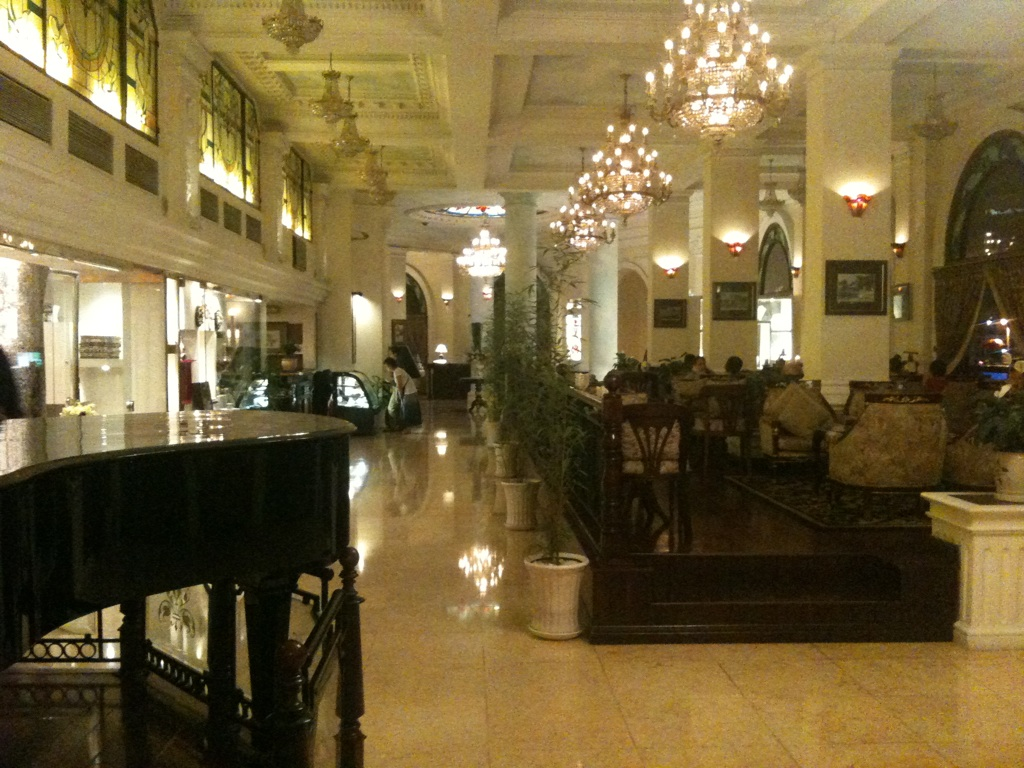
Hôtel Majestic de Hô Chi Minh-Ville (café dans le hall).
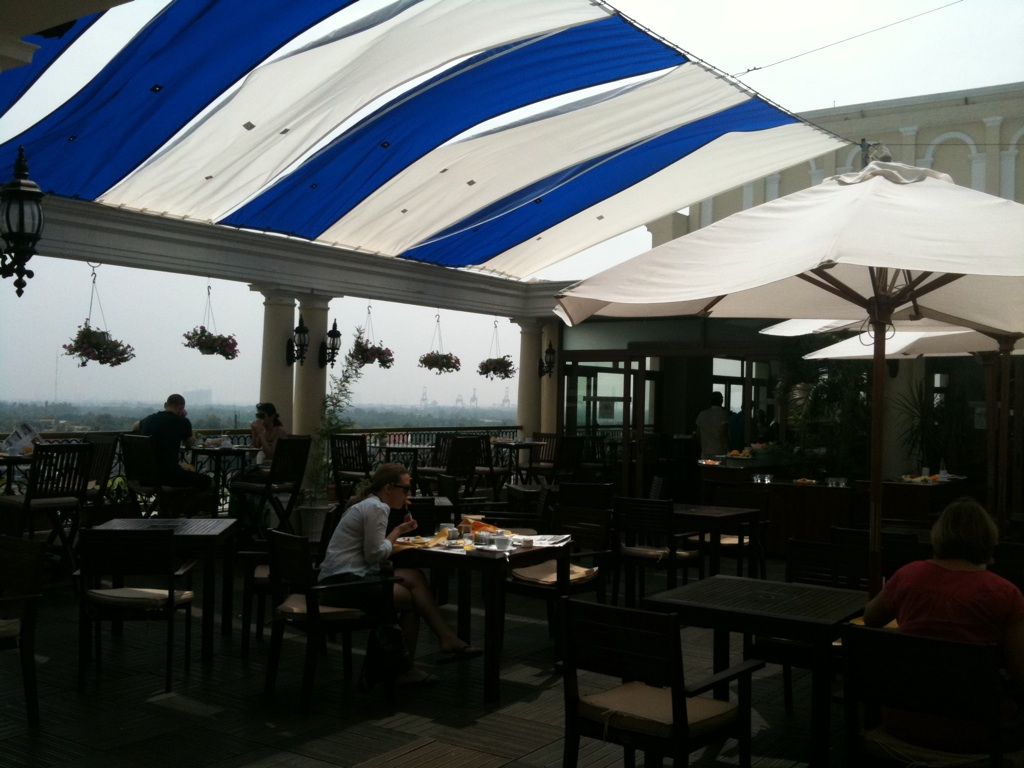
Café sur le toit de l'hôtel Majestic.
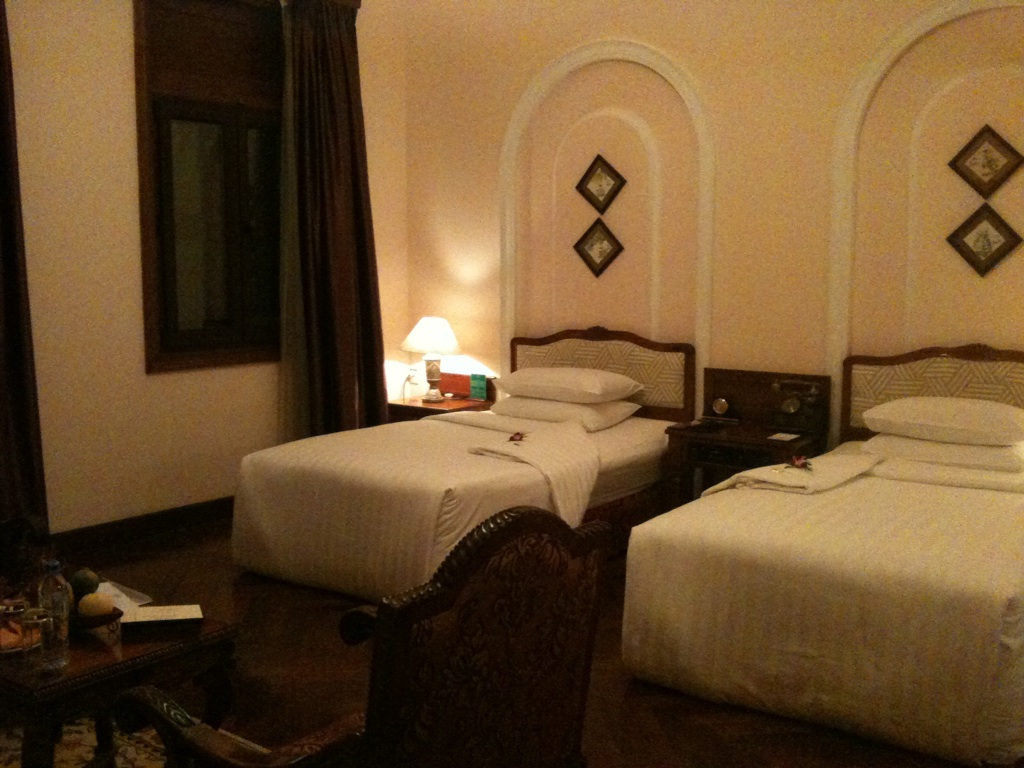
Chambre de l'Hôtel Majestic.
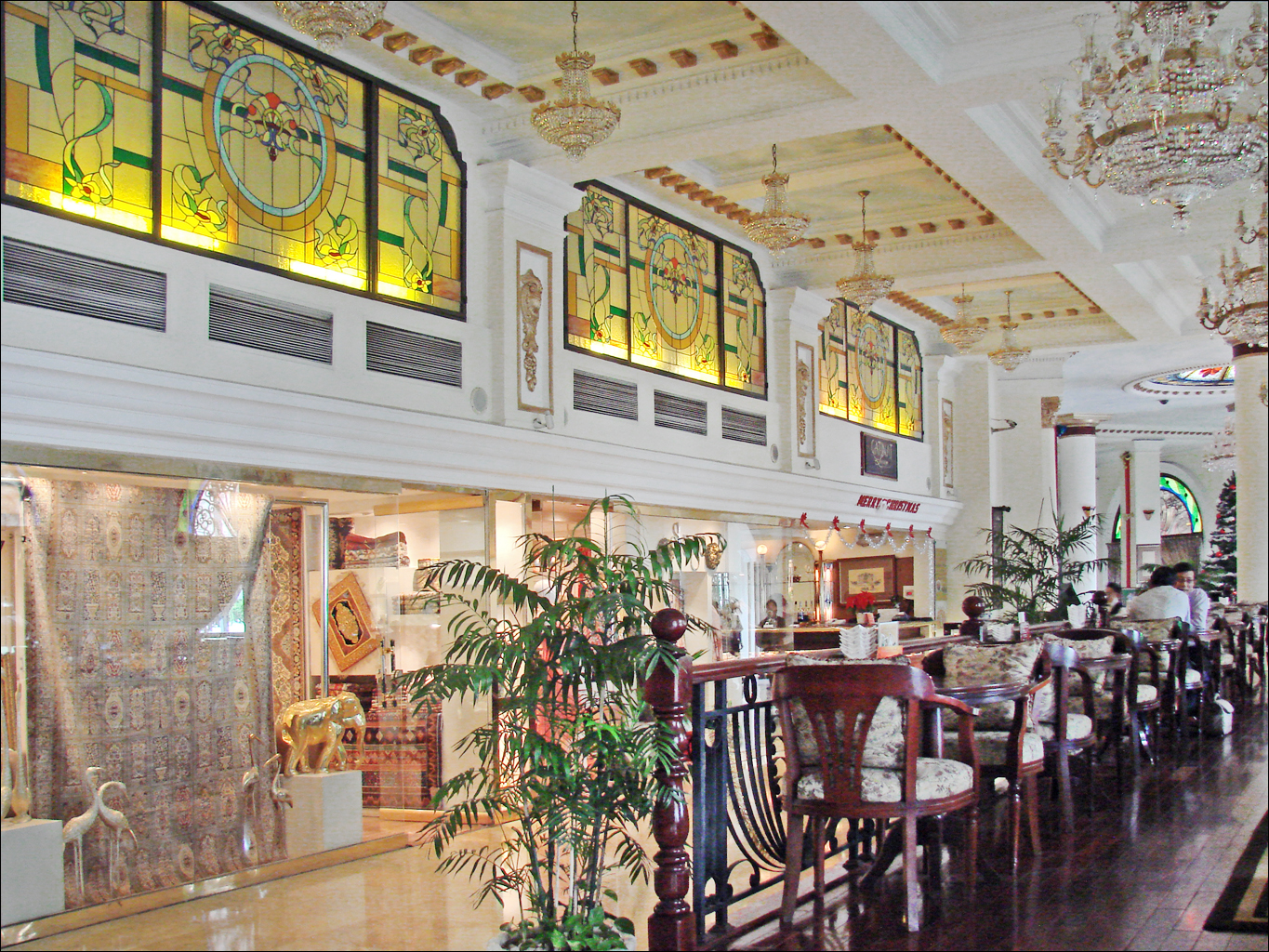
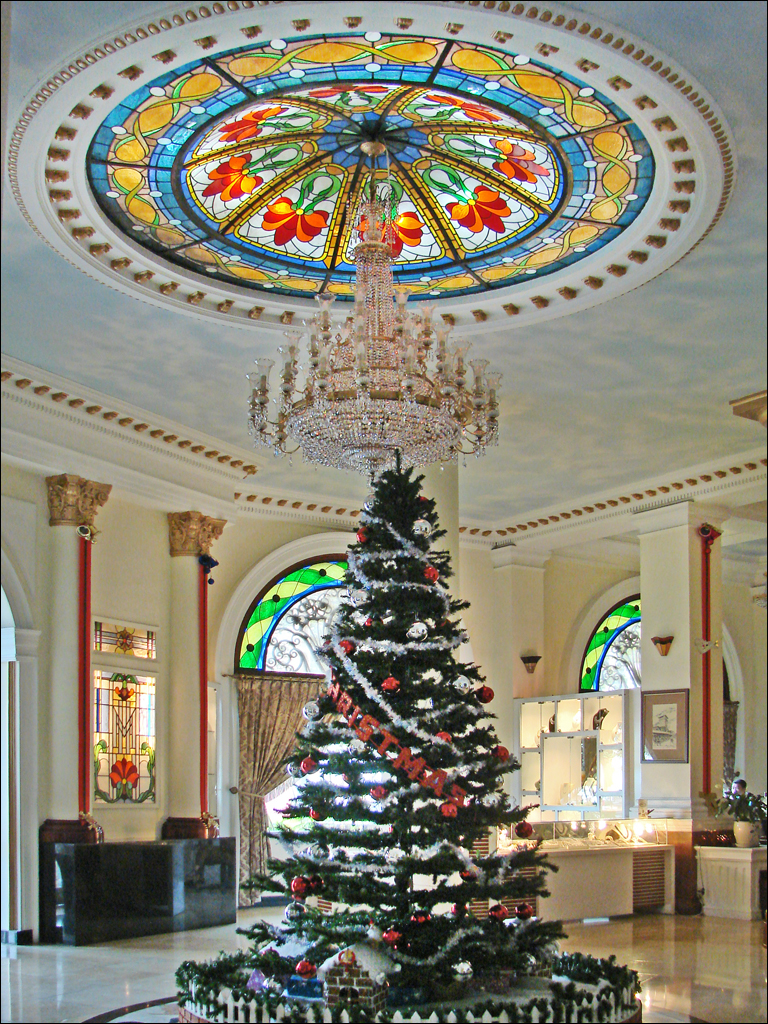